# إرنست آرتشر (أدميرال بحري)
الأدميرال السير إرنست راسل آرتشر (بالإنجليزية: Sir Ernest Russell Archer)‏ هو ضابط في البحرية الملكية البريطانية حاصل على رتبة الإمبراطورية البريطانية من مواليد 14 سبتمبر عام 1891 وتُوفي في 17 ديسمبر 1958. أصبح إرنست مسؤولاً عن العلم البريطاني في اسكتلندا وأيرلندا الشمالية.

## حياته المهنية في القوات بحرية
انضم إرنست إلى البحرية الملكية البريطانية في عام 1904. وخدم في الحرب العالمية الأولى في سلاح المدمرات. كما خدم في الحرب العالمية الثانية كنقيب بحري على البارجة HMS في عام 1939، وكان مسؤولًا عن نقل سبائك الذهب من المملكة المتحدة إلى كندا في يوليو 1940. وتابع خدمته في الجيش كقائد للقوات البحرية الملكية في بورتسموث في عام 1941،ثم خدم في فرع القوات البحرية في روسيا الشمالية في الفترة من 1943 ثم رئيسًا لبعثة الخدمات المشتركة التي أرسلت إلى موسكو من عام 1944. أصبح مسؤولًا بعد الحرب عم العلم البريطاني في جبل طارق. ثم عُيّن مسؤولًا عن العلم البريطاني في اسكتلندا وأيرلندا الشمالية في عام 1948 حتى تقاعده في عام 1950.

## حياته الأسرية
تزوج في عام 1917 من مارغريت اليزابيث هوب بايلي.